# Kálmán Markovits
Kálmán Markovits (Boedapest, 26 augustus 1931 – 5 december 2009) was een Hongaars waterpolospeler.
Kálmán Markovits nam als waterpoloër driemaal deel aan de Olympische Spelen, in 1952, 1956 en 1960. Tijdens de finaleronde van het toernooi van 1956 nam hij deel aan de bloed-in-het-waterwedstrijd. Hij veroverde tweemaal een gouden en eenmaal een bronzen medaille.
In de competitie kwam Markovits uit voor Budapesti Vasas Sport Club.
Markovits is getrouwd geweest met de olympisch kampioen zwemmen Katalin Szőke. Dit huwelijk eindigde in een scheiding.
Róbert Antal · 
Antal Bolvári · 
Dezső Fábián · 
Dezső Gyarmati · 
István Hasznos · 
László Jeney · 
György Kárpáti · 
Dezső Lemhényi · 
Kálmán Markovits · 
Miklós Martin · 
Károly Szittya · 
István Szívós sr. · 
György Vizvári
Antal Bolvári · 
Ottó Boros · 
Dezső Gyarmati · 
István Hevesi · 
László Jeney · 
Tivadar Kanizsa · 
György Kárpáti · 
Kálmán Markovits · 
Mihály Mayer · 
István Szívós sr. · 
Ervin Zádor
András Bodnár · 
Ottó Boros · 
Zoltán Dömötör · 
László Felkai · 
Dezső Gyarmati · 
István Hevesi · 
László Jeney · 
Tivadar Kanizsa · 
György Kárpáti · 
András Katona · 
János Konrád · 
Kálmán Markovits · 
Mihály Mayer · 
Péter Rusorán
- Gemeinsame Normdatei: 104379252X
- International Standard Name Identifier: 0000 0000 7931 3907
- Virtual International Authority File: 121389919
- WorldCat: E39PBJvRY7mbqfC74wGwFmc3wC